# Faridkot (Distrikt)
Der Distrikt Faridkot (Panjabi ਫ਼ਰੀਦਕੋਟ ਜ਼ਿਲ੍ਹਾ) ist ein Distrikt im indischen Bundesstaat Punjab. Der Distrikt liegt in der 1996 gegründeten Division Faridkot. Zuvor war der Distrikt der Division Firozpur zugeordnet. Verwaltungssitz ist die gleichnamige Stadt Faridkot.

## Bevölkerung
Die Einwohnerzahl lag beim Zensus 2011 bei 617.508. 10 Jahre zuvor waren es noch 550.892. Das Geschlechterverhältnis lag bei 890 Frauen auf 1000 Männer. Die Alphabetisierungsrate lag bei 69,55 % (74,60 % bei Männern, 63,91 % bei Frauen). 76,08 % der Bevölkerung waren Anhänger des Sikhismus und 22,89 % des Hinduismus.

## Verwaltungsgliederung
Der Distrikt ist in 2 Tehsils gegliedert:
- Faridkot
- Jaitu

Städte vom Status eines Municipal Councils sind:
- Faridkot
- Jaitu
- Kotkapura